# Erbringung von freiberuflichen, wissenschaftlichen und technischen Dienstleistungen
Erbringung von freiberuflichen, wissenschaftlichen und technischen Dienstleistungen (englisch Professional, scientific and technical activities) ist ein Wirtschaftszweig nach der europäischen Wirtschaftsklassifikation Statistische Systematik der Wirtschaftszweige in der Europäischen Gemeinschaft (NACE) respektive International Standard Industrial Classification (ISIC) wie auch eine Gruppe der Güter nach der Europäischen Güterklassifikation (CPA).

## Grundlagen und Gliederung
Erbringung von freiberuflichen, wissenschaftlichen und technischen Dienstleistungen ist der Abschnitt M der NACE Rev. 2 von 2006, der damit harmonisierten CPA 2008 (beide seitens der EU) und der weitgehend übereinstimmenden internationalen Klassifikation ISIC Rev. 4 (2008, von den UN). Auch die Untergruppierung verläuft ganz analog.
Die Gruppe umfasst folgende Abteilungen:
- 69 Rechts- und Steuerberatung, Wirtschaftsprüfung
- 70 Verwaltung und Führung von Unternehmen und Betrieben; Unternehmensberatung
- 71 Architektur- und Ingenieurbüros; technische, physikalische und chemische Untersuchung
- 72 Forschung und Entwicklung
- 73 Werbung und Marktforschung
- 74 Sonstige freiberufliche, wissenschaftliche und technische Tätigkeiten
- 75 Veterinärwesen[1]

Prinzipielles gemeinsames Charakteristikum ist:

„Dieser Abschnitt umfasst bestimmte freiberufliche, wissenschaftliche und technische Tätigkeiten. Diese Tätigkeiten erfordern ein hohes Maß an Ausbildung und sie stellen den Nutzern Fachkenntnisse und Erfahrungen zur Verfügung.“

Diese Wirtschaftssystematiken dienen der statistischen Erfassung der Unternehmen beziehungsweise ihrer Produktion nach Wirtschaftszweig, erfasst also nur freiberufliche (selbständige) Tätigkeit (eine Erfassung unabhängig von Form der Tätigkeit, also freiberuflich oder beschäftigt, erfolgt im Rahmen von Berufssystematiken).

### Korrespondenzen
Korrespondenzen zu anderen Systematiken:

- Vor 2006 (NACE Rev. 1) gehörten diese Wirtschaftszweige zum Abschnitt K Grundstücks- und Wohnungswesen, Vermietung beweglicher Sachen, Erbringung von unternehmensbezogenen Dienstleistungen (aufgeteilt in L Grundstücks- und Wohnungswesen, M und N Erbringung von sonstigen wirtschaftlichen Dienstleistungen)[1]
- In der Berufsklassifikation ISCO (08) fallen diese Berufe meist in 1 Führungskräfte, 2 Akademische Berufe, 3 Techniker und gleichrangige nichttechnische Berufe.
- In der Central Product Classification (CPC Vers. 2) gruppieren sich die Güter durchwegs in 81 Research and development services, 82 Legal and accounting services und 83 Other professional, technical and business services.
- Die Gruppe entspricht in etwa dem berufsrechtlichen Konzept des Freien Berufs in Deutschland. Die dort wie auch in Österreich zur viel engeren Gruppe den Freien Berufen (Berufe von öffentlicher Bedeutung) zählenden Ärzte/Zahnärzte und Apotheker fallen – anders als der Rest dieser Berufe – nicht in diese Klasse, sondern Abteilung Q Gesundheits- und Sozialwesen;[1] das deutsche Konzept umfasst noch Berufe weiterer NACE-Abteilungen.

## Nationales

### Deutschland
| Jahr | Gesamtumsatz in 1000 € | Tätige Personen | Umsatzproduktivität in €/Pers. u. Jahr |
| ---- | ---------------------- | --------------- | -------------------------------------- |
| 2008 | 205.050.533            | 1.906.040       | 108                                    |
| 2009 | 213.509.083            | 1.927.794       | 111                                    |
| 2010 | 216.169.429            | 2.005.812       | 108                                    |
| 2011 | 233.987.533            | 2.081.512       | 112                                    |

Quelle: statistik-bw.de

## Nachweise
Nachweise zum Text der Klassifikationen siehe die Artikel dazu.
1. 1 2 3  die Veterinärmedizin, obschon ein medizinischer Beruf, wurde in diese Gruppe genommen, um die Abteilung Q Gesundheits- und Sozialwesen auf Humanwissenschaft zu beschränken; in der NACE Rev. 1 lautete die Gruppe auf N  Gesundheits-, Veterinär- und Sozialwesen
2. ↑  nach Statistik Austria: Klassifikationen: Korrespondenzen (Memento des Originals vom 29. Juli 2014 im Internet Archive)  Info: Der Archivlink wurde automatisch eingesetzt und noch nicht geprüft. Bitte prüfe Original- und Archivlink gemäß Anleitung und entferne dann diesen Hinweis. (Nachschlag online)
3. 1 2 3 4  Angabe nach Indikatoren zum Thema »Dienstleistungen«: Umsatzproduktivität im Bereich Erbringung von freiberuflichen, wissenschaftlichen und technischen Dienstleistungen in Baden-Württemberg und Deutschland (Memento vom 29. Juli 2014 im Internet Archive), statistik-bw.de